# Dschuha
Dschuha (auch Djuha, arabisch جحا, DMG Ǧuḥā) ist angeblich im 10. Jahrhundert geboren. Sein richtiger Name war Abu-l-Gusn Dudschain aus dem Stamm Fazara. Nach der im arabischen Kulturraum herrschenden Meinung sind die Anekdoten über Nasru-d-Din (Nasreddin) auch auf Dschuha zurückzuführen.

## Volksliteratur
Seit ca. 300 Jahren gehören die Anekdoten über ihn zur arabischen Volksliteratur. Sie stammen nicht von Dschuha selbst, sondern ranken sich um seine Person und seine Taten.
Nachdem im Jahr 1832 eine türkische Sammlung von 125 Anekdoten über Nasreddin erschienen war, kehrten die Geschichten im 19. Jahrhundert als Dschuha-Geschichten wieder zu den Arabern zurück. Inzwischen existieren in der arabischen Volksliteratur mehr als 500 Geschichten. Davon sollen ca. 100 Geschichten authentisch sein.

## Dschuha und Molla Nasreddin
Geschichten um „Dschuha“ (arabisch) oder „Nasrettin Hoca“ (türkisch) oder „Molla Nasreddin“ (persisch) sind in allen islamischen Ländern von Pakistan bis Marokko bekannt und verbreitet. Man kann wohl ohne Übertreibung sagen, dass es dort niemanden gibt, der nicht die eine oder andere Geschichte kennt.
Während allerdings in Iran, Afghanistan und Pakistan (und vermutlich in den zentralasiatischen islamischen Ländern) die türkische Herkunft von „Molla Nasreddin“ anerkannt wird und daher mit „Nasrettin Hoca“ gleichgesetzt werden kann, ist der arabische Dschuha definitiv eine andere Figur. Auch wenn manche Geschichten um Dschuha in der Sufi-Tradition verwurzelt sind, trifft oft am besten die Bezeichnung „Schlitzohr“ auf ihn zu.

## Beispiel
Der Nagel von Djuha
Djuha verkaufte sein Haus – mit Ausnahme eines einzigen Nagels. Djuha bedingte sich aus, seinen Nagel im Haus zu jeder Zeit besuchen zu dürfen, weil er ihn sehr gern habe. Der Käufer nahm diese Bedingung, ohne zu zögern, an. Am Morgen ging Djuha hin, um seinen Nagel zu besuchen. Der Mann lud ihn zum Frühstück ein. Am Mittag betrat Djuha das Haus, um wieder seinen Nagel zu besuchen, und der Mann lud ihn zum Mittagessen ein. Am Abend wiederholte Djuha den Besuch, und der Mann lud ihn zum Abendessen ein. Djuhas Besuche wiederholten sich jeden Tag, bis der Käufer ärgerlich wurde und am Ende seiner Geduld war. Aber er konnte Djuha nicht verbieten, den Nagel zu besuchen, weil der Kaufvertrag Djuha diese Besuche nicht verbot. Monate und Jahre vergingen, und Djuha wiederholte seine störenden Besuche, bis der Käufer sein Problem löste: Er verzichtete endgültig auf das Haus und überließ es samt Nagel wieder Djuha.